# Кристен Ритер
Кристен Алис Ритер (енгл. Krysten Alyce Ritter; Блумсбург, 16. децембар 1981) америчка је глумица, музичар и аутор. Позната је по својим улогама суперхероине Џесике Џоунс у истоименој Марвеловој телевизијској серији, Џејн Марголис у драмској серији Чиста хемија, те Клои у америчком ситкому Не веруј комшиници из стана 23. Такође се појављивала у серијама Гравитација, До смрти, Вероника Марс, Гилморове, Трачара и Црна листа, те у филмовима Вегас за двоје (2008), 27 хаљина (2008), Исповести купохоличарке (2009) и Велике очи (2014).

## Младост
Ритерова је рођена у Блумсбургу, Пенсилванији, као кћерка Герија Ритера и Кети Тејлор. Одрастала је на фарми у близини Шикшајини, Пенсилванија, где су живјели њена мајка, очух и сестра, док је њен отац живео у близини Бентона. Дипломирала је 2000. године. Ритерова је немачког, шкотског и енглеског порекла.

## Каријера

### Манекенство
Ритерову је открио модни агент у локалном тржном центру, када је имала 15 година. Још за време својих средњошколских дана, путовала је у Њујорк и тамо се бавила манекенством као и у Филаделфији. Преселила се у Њујорк када је напунила 18 година и тамо остварила међународну манекенску каријеру. Појављивала се у часописима, каталозима, као и на модним пистама у Милану, Њујорку, Паризу и Токију.

### Глума
Глумачку каријеру започела је на аудицији за рекламу о газираном пићу Доктор Пепер. Од 2001. године почела је да добија и улоге у филмовима, а 2003. глуми студента историје уметности у филму Осмех Мона Лизе.
Ритерова је имала неколико гостујућих улога у телевизијским серијама, појавила се у другој сезони серије Вероника Марс, као и у осам епизода серије Гилморове. Глумила је и у Фоксовом ситкому До смрти.
Наставила је да глуми у филмовима, најчешће у улози главне пријатељице главног лика. Глумила је у романтичним комедијама Вегас за двоје и 27 хаљина за венчање 2008. године, као и у филму Исповести купохоличарке 2009. године. Појавила се у једној епизоди телевизијске серије Трачара, која је премијерно пуштена 11. маја 2009. године. Запаженију улогу имала је у драмској серији Чиста хемија, а глумила је са Џеном Џејмсон у филму Како се води љубав са женом из 2009. заснованом на књизи за одрасле. У серији Гравитација глумила је уз Ивана Сергеја, Винг Рејмса и Рејчел Хантер.
Почетком фебруара 2011. године, Ритерова се придружила глумачкој постави ситкома Не веруј комшиници из стана 23, као главни лик Клои. Серија је отказана након две сезоне, 22. јануара 2013. године.
Децембра 2014. године, изабрана је за главну улогу у Марвеловој серији Џесика Џоунс. У тој серији глуми бившу суперхеројину која отвара своју истражитељску агенцију у Њујорку. Ритерова је открила да је за ову улогу читала стрипове да би се припремила за лик, као и да је одушевљена што ради са Мелисом Розенберг и женама уопште. Ову улогу поновила је и у спиноф серији Бранитељи уз Чарлија Кокса као Дердевила, Мајка Колтера као Лука Кејџа и Фин Џоунса као Ајрон фиста, као и у другој сезони серије Џесика Џоунс.
Ритерова ће се окушати у режирању на једној од епизода треће сезоне Џесике Џоунс.

## Приватни живот
Ритерова се преселила из Бруклина у Лос Анђелес 2007. године. Промовише животињска права и појављивала се у рекламама које су упозоравале власнике кућних љубимаца о опасности остављања паса у аутомобилима љети, као и против држања орки у заробљеништву. Од августа 2014. године, у романтичној је вези са музичарем Адамом Грандусилом. Страствени је љубитељ плетења и појављивала се на насловној страни познатог америчког магазина о плетењу.

## Филмографија

### Филмови
| Година | Назив                        | Оригиналан назив                | Улога                      |
| ------ | ---------------------------- | ------------------------------- | -------------------------- |
| 2001   | Неко као ти                  | Someone Like You                | модел                      |
| 2002   | Освежење                     | Freshening Up                   | девојка на каучу           |
| 2002   | Гарменто                     | Garmento                        | модел за пончо             |
| 2003   | Поглед                       | The Look                        | Мара                       |
| 2003   | Осмех Мона Лизе              | Mona Lisa Smile                 | студент историје уметности |
| 2005   | Праћка                       | Slingshot                       | Бет                        |
| 2007   | Тешко мажење                 | Heavy Petting                   | недужни посматрач          |
| 2008   | Последњи међународни плејбој | The Last International Playboy  | Ози                        |
| 2008   | 27 хаљина за венчање         | 27 Dresses                      | готичарка гина             |
| 2008   | Вегас за двоје               | What Happens in Vegas           | Кели                       |
| 2009   | Глок                         | Glock                           | Берета                     |
| 2009   | Исповести купохоличарке      | Confessions of a Shopaholic     | Сузи Клит-Стујарт          |
| 2010   | Она је превише добра за мене | She's Out of My League          | Пети                       |
| 2010   | Како се води љубав са женом  | How to Make Love to a Woman     | Лорен                      |
| 2011   | Убијање Боно-а               | Killing Bono                    | Глорија                    |
| 2011   | Живот се деси                | Life Happens                    | Ким                        |
| 2011   | Маргарет                     | Margaret                        | продавачица                |
| 2012   | Убиство расположења          | BuzzKill                        | Никол                      |
| 2012   | Вампири                      | Vamps                           | Стејси Дајмен              |
| 2012   | Избеглица                    | Refuge                          | Ејми                       |
| 2014   | Слушај Филипе                | Listen Up Philip                | Мелани                     |
| 2014   | Вероника Марс                | Veronica Mars                   | Ђиа Гудмен                 |
| 2014   | Астма                        | Asthma                          | Руби                       |
| 2014   | Одред за спашавање           | Search Party                    | Кристи                     |
| 2014   | Велике очи                   | Big Eyes                        | ДиЕн                       |
| 2017   | Херој                        | The Hero                        | Луси                       |
| 2019   | Ел Камино: Чиста хемија филм | El Camino: A Breaking Bad Movie | Џејн Марголис              |

### Серије
| Година    | Назив                          | Оригиналан назив                      | Улога             | Број епизода |
| --------- | ------------------------------ | ------------------------------------- | ----------------- | ------------ |
| 2004      | Вупи                           | Whoopi                                | Брин              | 1            |
| 2004      | Један живот за живети          | One Life to Live                      | Кеј               | 4            |
| 2004      | Ред и закон                    | Law & Order                           | Трејси Ворен      | 1            |
| 2004      | Танер на Танера                | Tanner on Tanner                      | продавачица       | 2            |
| 2005      | Џони Зиро                      | Jonny Zero                            | Квин              | 1            |
| 2005–2006 | Вероника Марс                  | Veronica Mars                         | Ђиа Гудмен        | 8            |
| 2006      | Дневници Бедфорда              | The Bedford Diaries                   | Ерин Кавано       | 2            |
| 2006–2007 | Гилморове                      | Gilmore Girls                         | Луси              | 8            |
| 2006–2007 | До смрти                       | 'Til Death                            | Алисон Старк      | 5            |
| 2006      | Правда                         | Justice                               | Ева               | 1            |
| 2007      | Велики дан                     | Big Day                               | Елен              | 1            |
| 2009–2010 | Чиста хемија                   | Breaking Bad                          | Џејн Марголис     | 9            |
| 2009      | Трачара                        | Gossip Girl                           | млада Керол Роудс | 1            |
| 2010      | Гравитација                    | Gravity                               | Лили Чемпејн      | 10           |
| 2011      | Љубав гризе                    | Love Bites                            | Кеси              | 1            |
| 2012–2013 | Не веруј комшиници из стана 23 | Don't Trust the B---- in Apartment 23 | Клои              | 26           |
| 2013      | Кокошка робот                  | Robot Chicken                         | Дејна Полк (глас) | 1            |
| 2013      | Кливленд шоу                   | The Cleveland Show                    | Ђина (глас)       | 1            |
| 2013      | Ерик Андре шоу                 | The Eric Andre Show                   | себе              | 1            |
| 2014      | Црна листа                     | The Blacklist                         | Роуан/Нора Милс   | 1            |
| 2015–2019 | Џесика Џоунс                   | Jessica Jones                         | Џесика Џоунс      | 26           |
| 2016      | Комедија бенг! Бенг!           | Comedy Bang! Bang!                    | себе              | 1            |
| 2017      | Бранитељи                      | The Defenders                         | Џесика Џоунс      | 8            |
| 2022      | Симпсонови                     | The Simpsons                          | Шила Редфилд      | 1            |
| 2023      | Љубав и смрт                   | Love and Death                        | Шери Клеклер      |              |

### Интернет
| Година | Назив          | Оригиналан назив | Улога | Број епизода |
| ------ | -------------- | ---------------- | ----- | ------------ |
| 2009   | Пробуђен мртав | Woke Up Dead     | Кеси  | 22           |

### Музички спотови
| Година | Оригиналан назив                 | Уметник          |
| ------ | -------------------------------- | ---------------- |
| 1999   | "Waffle"                         | Sevendust        |
| 2000   | "Could I Have This Kiss Forever" | Витни Хјустон    |
| 2017   | "Holding On"                     | The War on Drugs |